# Lista de bairros de Belford Roxo
Esta é a lista de bairros  (e sub-bairros, ou similares) do município de Belford Roxo.
1. Albuquerque
2. Aldeia da Felicidade
3. Areia Branca
4. Andrade Araújo
5. Apolo 11
6. Benfica
7. Boa Esperança
8. Boassorte
9. Bacia
10. Boaventura
11. Buriti
12. Bairro das Graças
13. Bairro das Luzes
14. Bairro das Orquídeas
15. Bairro do Outeiro
16. Bairro do Vasco
17. Bairro Dois Irmãos
18. Bairro Hinterlândia
19. Bairro Modelo
20. Bairro Nossa Senhora das Graças
21. Barro Vermelho
22. Bom Pastor
23. Buraco da Onça
24. Centro
25. Dois Irmãos
26. Estoril Carioca
27. Foice
28. General
29. Gogó da Ema
30. Guaraciaba
31. Heliópolis
32. Itaipu
33. Jardim Amapá
34. Jardim América
35. Jardim Anápolis
36. Jardim Brasil
37. Jardim Cristina
38. Jardim das Acácias
39. Jardim das Estrelas
40. Jardim Dimas Filho
41. Jardim do Ipê
42. Jardim dos Pinheiros
43. Jardim Gláucia
44. Jardim Ideal I
45. Jardim Ideal II
46. Jardim Lisboa
47. Jardim Marajó
48. Jardim Marquês do Pombal
49. Jardim Panorama
50. Jardim Patrícia
51. Jardim Piedade
52. Jardim Portugal
53. Jardim Redentor
54. Jardim Roseiral
55. Jardim Santa Marta
56. Jardim São Francisco de Assis
57. Jardim Silvana
58. Jardim Tonalegre
59. Jardim Xavantes
60. José da Planície
61. Lote XV
62. Maria Amália
63. Machado
64. Meu Cantinho
65. Nova Aurora
66. Nova Piam
67. Nossa Senhora do Carmo
68. Parque Alvorada
69. Parque Americano
70. Parque Amorim
71. Parque Boa-Sorte
72. Parque das Fontes
73. Parque dos Ferreiras
74. Parque Aida
75. Parque Esperança
76. Parque Floresta
77. Parque Fluminense
78. Parque Itambé
79. Parque Jordão
80. Parque Jupirangai
81. Parque Maringá
82. Parque Nossa Senhora Aparecida
83. Parque Nossa Senhora da Paz
84. Parque Ouvidor
85. Parque Real
86. Parque das Flores
87. Parque Santa
88. Parque Santa Rita
89. Parque São Bento
90. Parque São José
91. Parque Pica Pau
92. Parque São Vicente
93. Parque Suécia
94. Parque Umari
95. Parque União
96. Parque Veneza
97. Piam (Vila Medeiros)
98. Primus
99. Ponto 5
100. Ponto 2
101. Prata
102. Recantus (ex Babi)
103. Ribaslândia
104. Shangri-la
105. Sicelândia
106. Santa Tereza
107. São Bernardo
108. São Francisco de Assis
109. São Geraldo
110. São Jorge
111. São Leopoldo
112. São Lucas
113. Santa Amélia
114. Santa Cecília
115. Santa Helena
116. Santa Maria
117. Santa Mônica
118. Santo Antônio da Prata
119. Santo Reis
120. Sargento Roncalli
121. Sítio do Livramento
122. Sítio Retiro Feliz
123. Tamoios
124. Três Setas
125. Vale das Mangueiras
126. Vale do Ipê
127. Valparaíso
128. Vergél dos Félix
129. Vila Palmares
130. Vila Pauline
131. Vila Rica
132. Vila Sagres
133. Vila Santa Mercedes
134. Vila Santa Rita
135. Vila Santa Teresa
136. Vila Santo Antônio
137. Vila Santo Antônio da Prata
138. Vila São Sebastião
139. Vila São Sebastião de Nova Aurora
140. Vila Seabra
141. Vila Verde
142. Vila Vitório
143. Vilage da Emancipação
144. Vilar Novo
145. Wona
146. Parque Colonial
147. Parque Amorim